# Lauderdale Lakes
Lauderdale Lakes – miasto w Stanach Zjednoczonych, w stanie Floryda, w hrabstwie Broward.